# Горский, Яков Львович
Яков Львович Горский (настоящая фамилия Файнберг; 1867, Липканы, Хотинский уезд, Бессарабская губерния — 1935, Париж) — российский оперный певец (лирический тенор, затем баритон), оперный режиссёр.

## Биография
Брал уроки пения в Милане у профессора Брадилло, учился в Венской консерватории (Conservatorium fϋr Musik und darstellende Kunst der Gesellshaft der Musikfreunde, 1882—1885) в классе Виктора фон Рокитанского и в Петербургской консерватории. Прошёл курс режиссуры под руководством Иоахима Викторовича Тартакова в Мариинском театре (1895). Дебютировал 12 апреля 1880 года в опере «Fra Diavolo» Обера на сцене театра «Mondoni Breo».
В 1886 году Яков Горский выступил в партии Фауста в одноимённой опере Ш. Гуно в Мариинском театре. Позднее выступал в Яссах (1891), Москве (1908), Одессе (1916), Казани, Минске (1917), Кишинёве (1918—1923). В последнем руководил частной оперной студией (Opera basarabeană din Chişinău, 1918—1923) и преподавал в музыкальной школе Русского музыкального общества (1905—1908).
С начала 1910-х годов выступал в баритональных партиях. С 1930 года пел в Париже в Théâtre des Champs-Élysées, в том числе антрепризах А. А. Церетели и В. де Базиля. Также гастролировал в Риме (1932) и Вене (1934).
Одна из наиболее известных партий Я. Горского — Тангейзер в одноимённой опере Р. Вагнера.
Среди учеников Я. Л. Горского — румынская певица (сопрано) Лидия Бабич.